# Van Aerssen

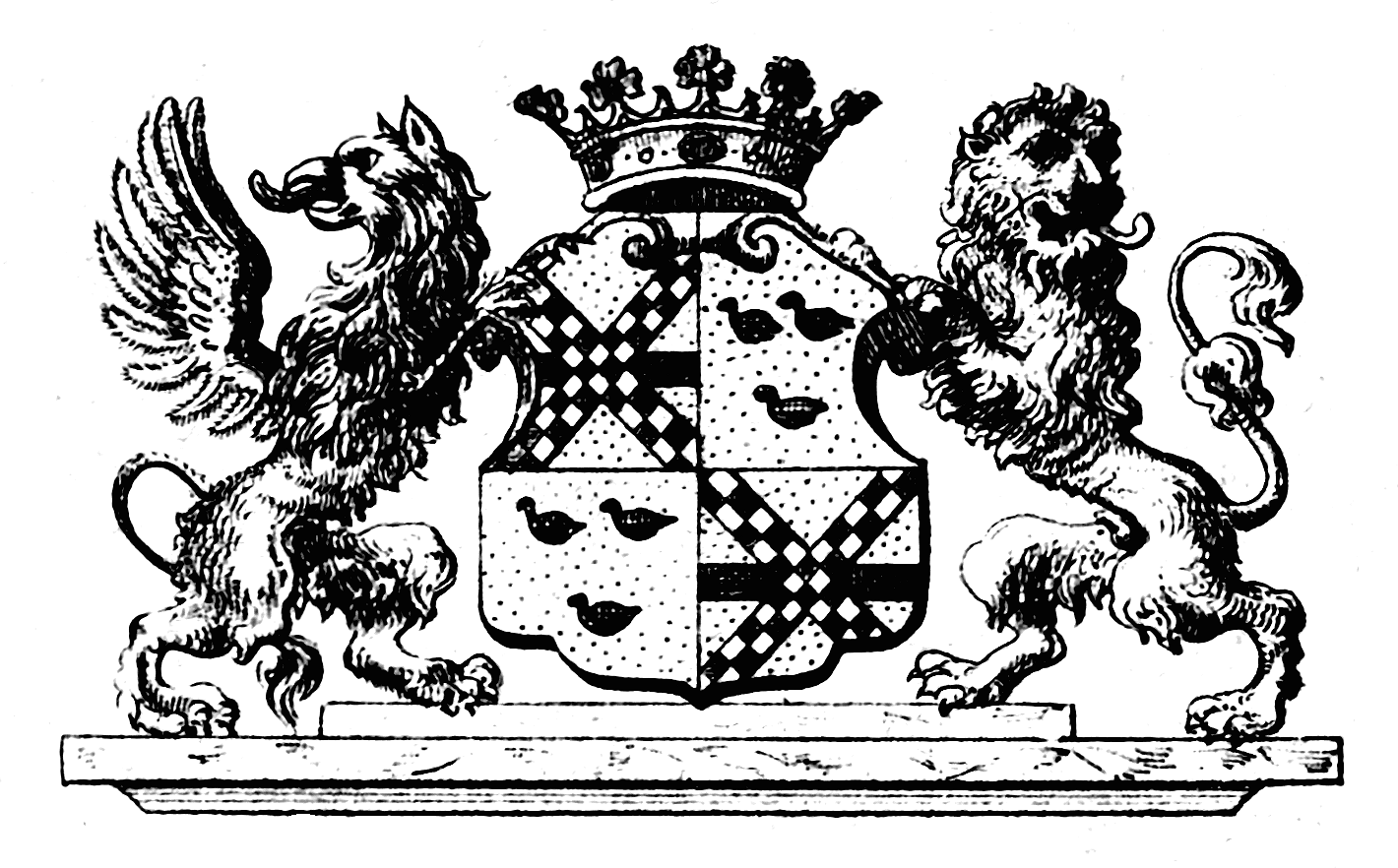
Wappen der van Aersen van Sommelsdijck

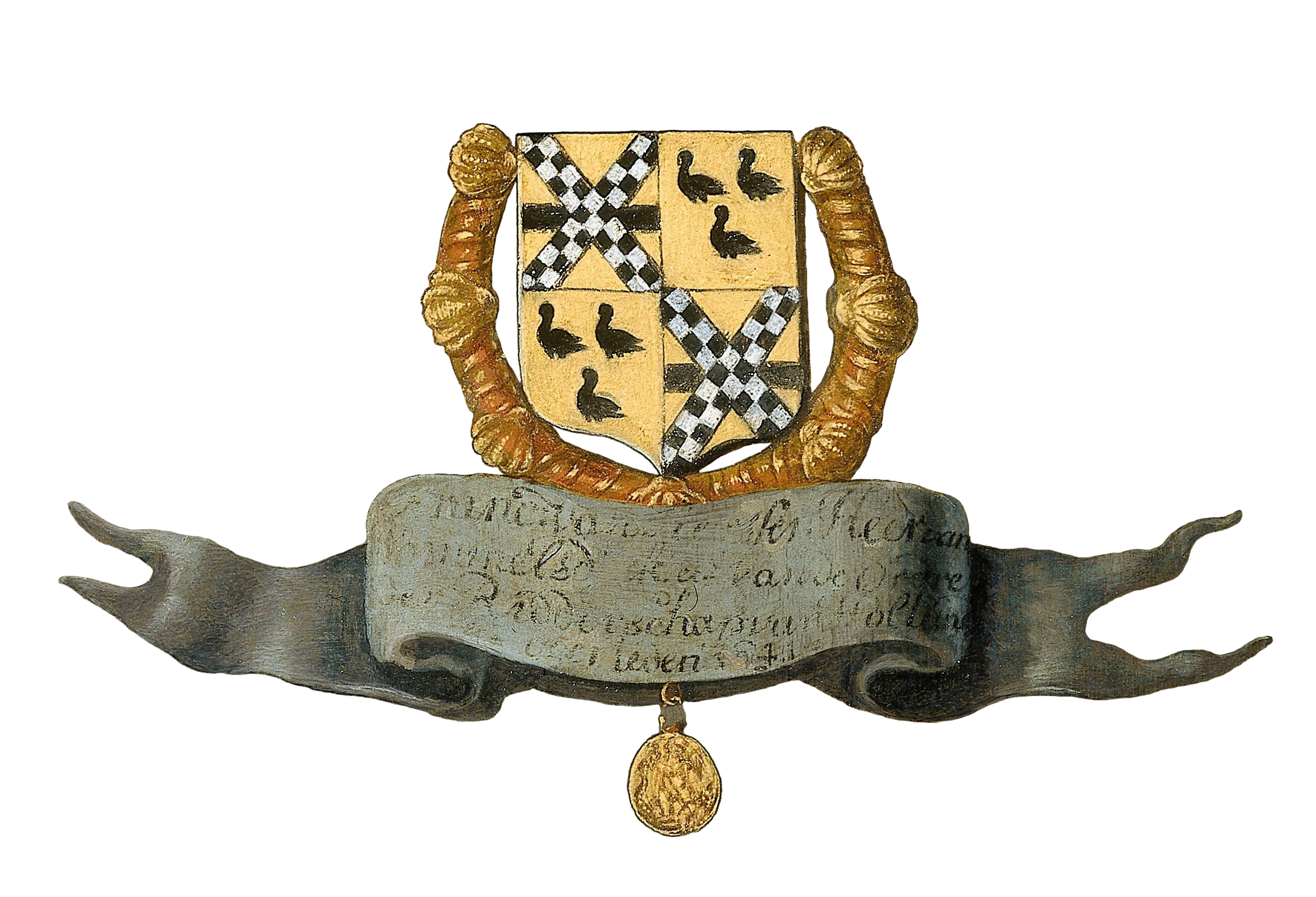
Wappen der van Aersen van Sommelsdijck (Ausschnitt von Gemälde von François van Aerssen, Michiel van Mierevelt, 1636)

Das Geschlecht der Van Aerssen sowie der Van Aerssen van Sommelsdijk gehörte im Goldenen Zeitalter zu den einflussreichsten niederländischen Familien.
Die Familie entstammte den südlichen Niederlanden, womöglich aus der limburgischen Stadt Arcen. Dieser Name kann aber auch durch ein Patronym des Namens „Aartsz“ (Aartszoon) entstanden sein.

## Familienzweige

### Van Aerssen van Sommelsdijk
Die Familie stammte aus der Stadt Antwerpen und war bürgerlichen Ursprungs. Im Goldenen Jahrhundert gehörten die zumeist oranisch gesinnten van Aerssens zu den reichsten Geschlechtern der niederländischen Republik.
Im Jahre 1605 wurde François van Aerssen durch den französischen König Heinrich IV. mit dem Titel Ritter in den französischen Adelsstand erhoben. Unter dem Druck, welchen Moritz von Oranien auf die holländische Ritterschaft ausübte, wurde François van Aerssen im Jahre 1619 in diese eingeführt. Derselbige Van Aerssen wurde im Jahre 1636 durch Ludwig XIII. zum Baron ernannt. Zwischen den Jahren 1683 und 1770 trat die Familie van Aerssen gemeinsam mit der Westindien-Kompanie (WIC) sowie der Stadt Amsterdam als einer der drei Teilhaber der Sozietät von Suriname auf. Im Jahre 1770 verkaufte die Familie ihren Anteil für die Summe von 700.000 Gulden an Amsterdam.
Landbesitz erwarben die van Aerssen 1611 in Sommelsdijk (wo François van Aerssen in der Voorstraat 31 das Van Aerssenhuis erbaute), Ooltgensplaat und mit der Herrlichkeit Spijk.
Der Zweig Van Aerssen van Sommelsdijk ist 1793 mit François Cornelis van Aerssen van Sommelsdijk im Mannesstamm erloschen, der Zweig Van Aerssen Beijeren van Voshol 1834 mit Albrecht Nicolaas Baron van Aerssen Beijeren van Voshol.

#### Familienmitglieder (Auszug)
- Cornelis van Aerssen (1545–1627), Herr von Spijk, Pensionaris von Brüssel, Griffier der Niederländischen Generalstaaten, niederländischer Gesandter in Paris
  - François van Aerssen (1572–1641), Baron, Herr von Sommelsdijk, Ooltgensplaat und Spijk, niederländischer Staatsmann und Gesandter in Venedig, Paris und London
    - Cornelis van Aerssen (1600–1662), Herr von Sommelsdijk, Ooltgensplaat und Spijk, Mitglied in der holländischen Ritterschaft, Oberst der Kavallerie, ⚭ Lucia (Luts) van Walta (1610–1674)
      - François van Aerssen van Sommelsdijk (1630–1658), Herr von Ooltgensplaat
      - Cornelis van Aerssen van Sommelsdijk (1637–1688), Herr von Ooltgensplaat, Spijk und Den Bommel, Gouverneur von Suriname (nach ihm wurde das Fort Sommelsdijk benannt)
      - Lucia van Aerssen van Sommelsdijk (1649–1707), ⚭ 1695 Prediger der Labadisten Pierre Yvon
      - Anna van Aerssen van Sommelsdijk (1640–1711), Labadistin
      - Maria van Aerssen van Sommelsdijk (1645–1703), Labadistin
        - François van Aerssen van Sommelsdijk (1669–1740), Herr von Châtillon und Bernières, Sommelsdijk, Ooltgensplaat und Den Bommel, Vrijheer von Spijk, niederländischer Vizeadmiral
          - François Cornelis van Aerssen van Sommelsdijk (1725–1793), Generalmajor eines Infanterieregiments, Hoogheemraad des Delflandes, Drossaard von Gorinchem und des Landes „van Arkel“, Mitglied in der holländischen Ritterschaft, Bewindhebber der Niederländischen Ostindien-Kompanie, Herr von Sommelsdijk, Ooltgensplaat und Spijk

      - Françoise van Aerssen (1642–1720), ⚭ Heinrich von Nassau-Ouwerkerk, Generalfeldmarschall

  - Mr. Jacques van Aerssen (1576–1649), Herr von Triangel, Präsident des Rates von Brabant
    - Johan Baptista van Aerssen (1614–1656), Herr von Triangel, Mitglied des Rates von Brabant
      - Cornelis van Aerssen (1646–1728), Herr von Hoogerheide, Half-Ossendrecht, Meteren, Triangel und Voshol, Ontvanger-generaal von Holland, Seeland und West-Friesland (1678–1728)
        - Cornelis van Aerssen van Hoogerheide (1698–1766), Herr von Voshol, Hoogerheide, Aarlanderveen, Meteren, Triangel sowie Half-Ossendrecht, Mitglied in der holländischen Ritterschaft, Hoogheemraad des Delflandes, ⚭ Anna Albertina van Beieren van Schagen (1699–1762)
          - Albrecht Nicolaas van Aerssen Beijeren (1723–1805), Herr von Voshol, Meteren, Hoogerheide, Geldermalsen und Triangel, Oberst der holländischen Garde, Generalleutnant, Kommandant von Deventer
            - Cornelis van Aerssen Beieren, Herr van Voshol (1762–1791), Polizeiminister am Kap der Guten Hoffnung
              - Albrecht Nicolaas van Aerssen Beijeren van Voshol (1786–1834), 1822 vom König der Niederlande zum Baron erhoben
                - Wilhelmina Louise Baronesse van Aerssen Beijeren van Voshol (1819–1849), ⚭ Jan Arend Godert de Vos van Steenwijk (1818–1905), Kommissar des Königs in Utrecht
                - Agatha Maria Françoise Baronesse van Aerssen Beijeren van Voshol (1825–1917), ⚭ ihren verwitweten Schwager Jan Arend Godert de Vos van Steenwijk

  - Johan van Aerssen van Wernhout (1579–1654), Drost der Baronie von Breda (1613), Bürgermeister von Breda (1637)

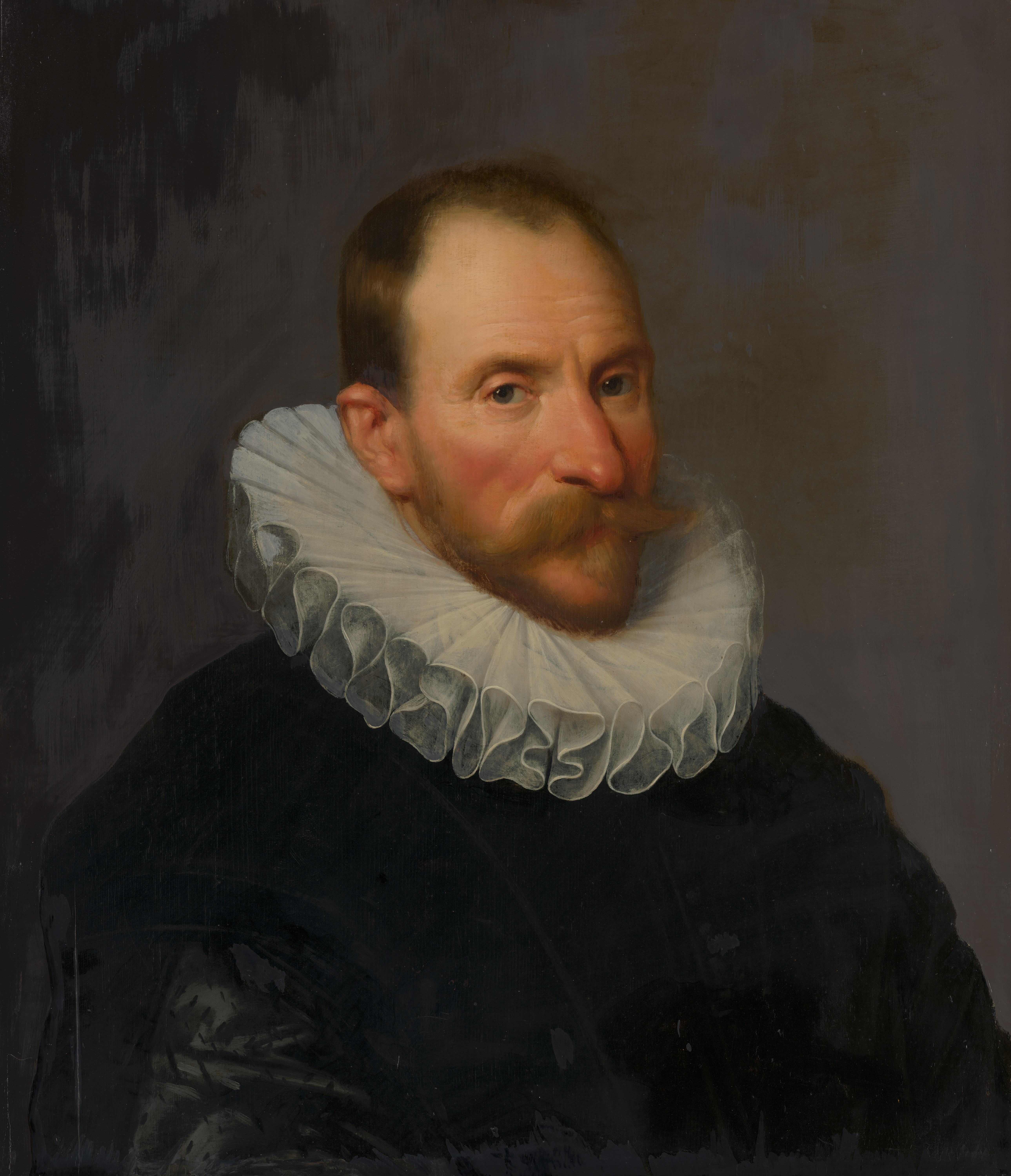
Cornelis van Aerssen (1545–1627), Griffier, Gesandter
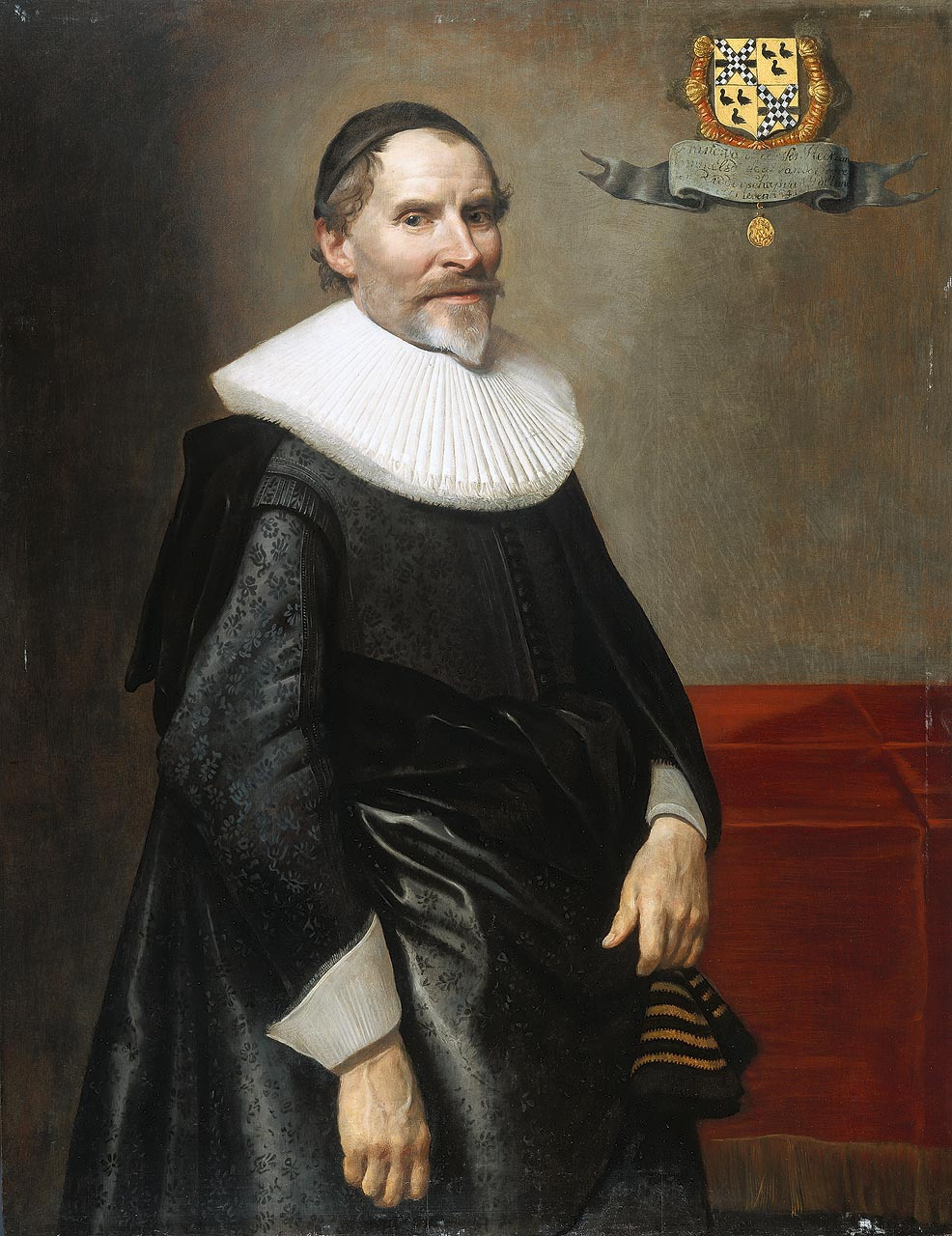
François van Aerssen (1572–1641), Baron, Staatsmann und Gesandter
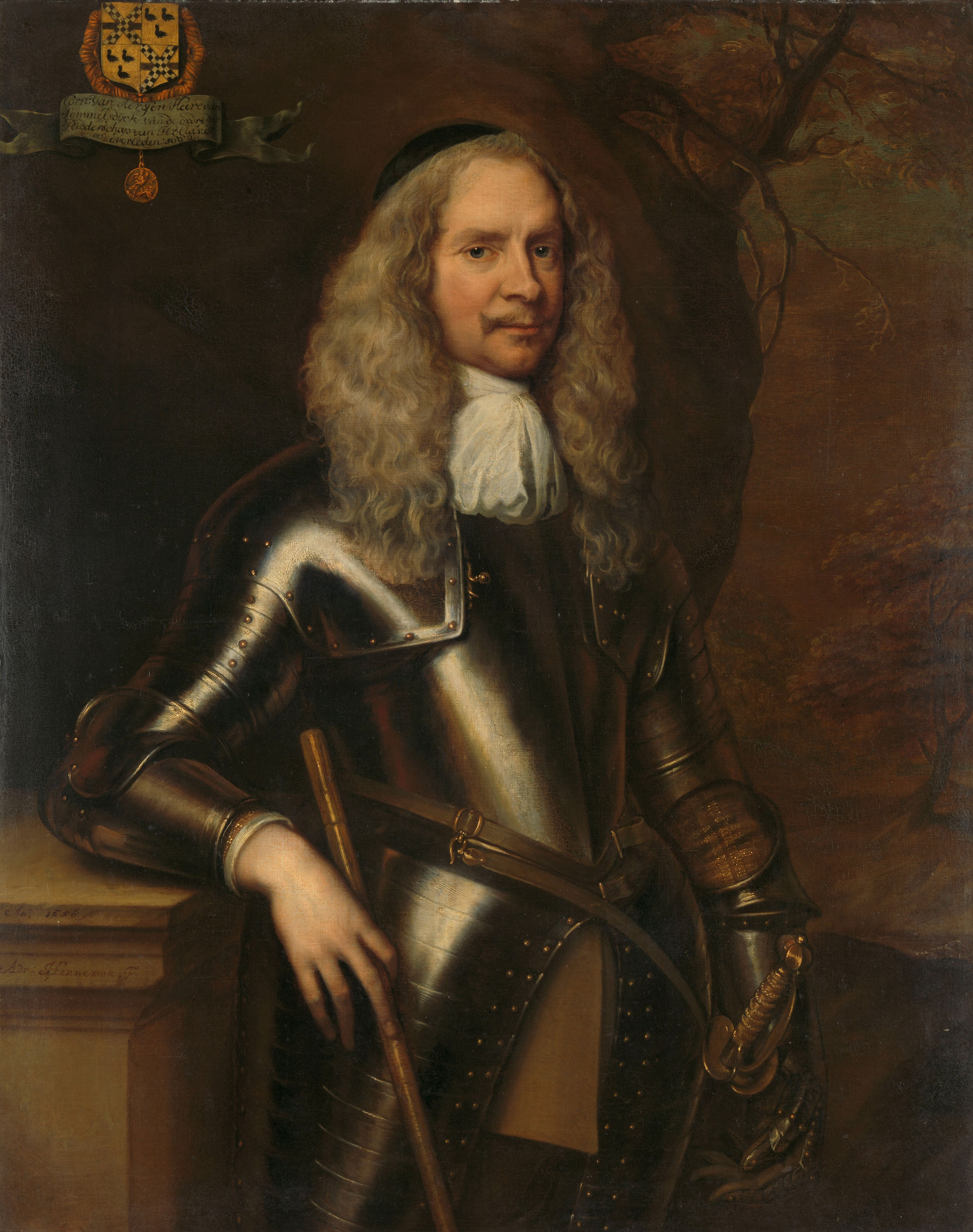
Cornelis van Aerssen (1600–1662), Oberst der Kavallerie
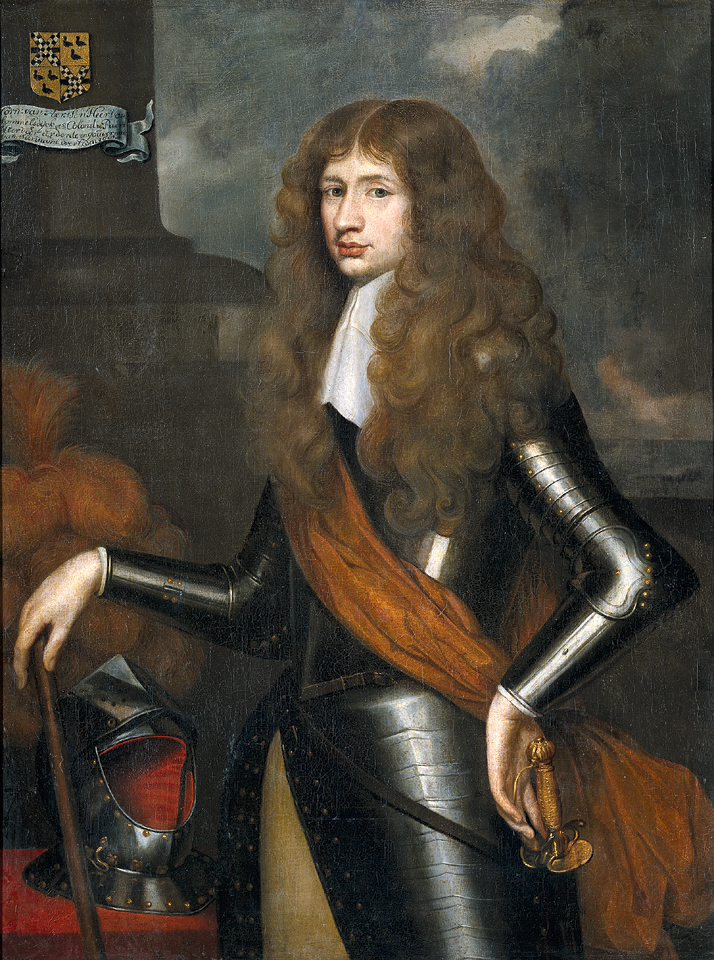
Cornelis van Aerssen van Sommelsdijk (1637–1688), Gouverneur von Suriname (ca. 1680)
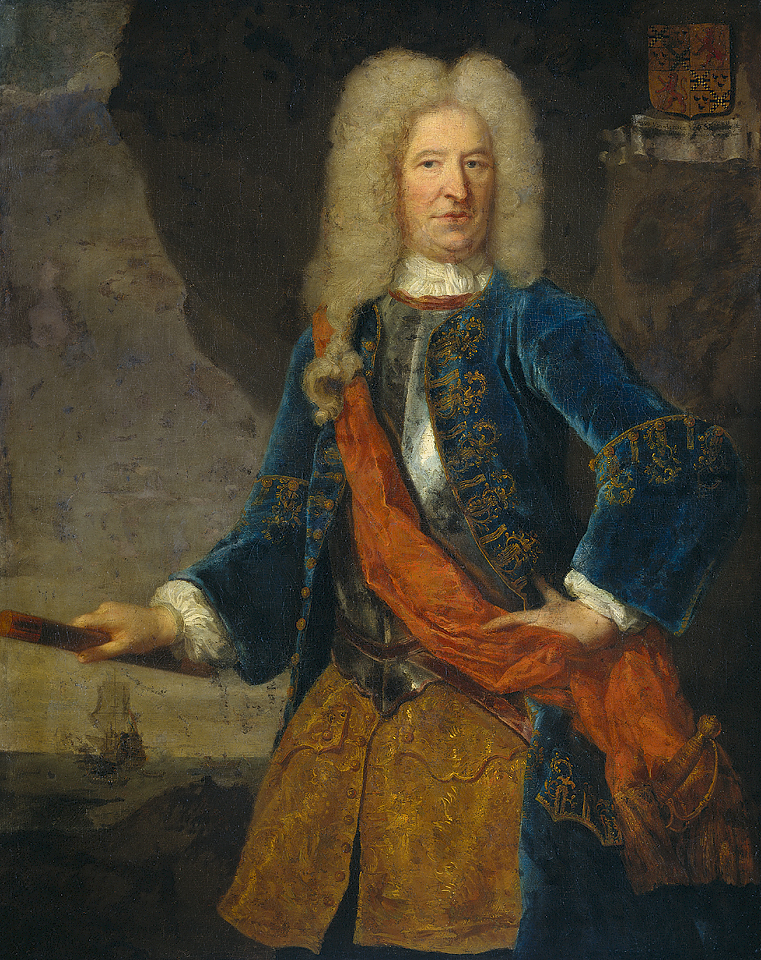
François van Aerssen van Sommelsdijk (1669–1740), Vizeadmiral

### Van Aerssen Beijeren van Voshol
Durch die Heirat (1719) des Cornelis van Aerssen van Hoogerheide (1698–1766) mit Anna Albertina van Beieren van Schagen (1699–1762), Erbtochter aus dem Geschlecht der van Beieren van Schagen, gelangte dieser Name in die Familie van Aerssen, jedoch angepasst an die neuere Schreibweise Beijeren (Bayern). Letzter männlicher Namensträger dieser Familie war Albrecht Nicolaas van Beieren van Schagen (1666–1727); es handelte sich um die Nachkommen des Willem van Beieren van Schagen (ca. 1389–1473), Admiral von Holland und Herr der Herrschaft Schagen, der ein unehelicher Sohn des Grafen von Holland, Zeeland und Hennegau, Albrecht I. von Bayern-Straubing, mit der Jonkvrouw Maria van Bronckhorst war.
Albrecht Nicolaas van Aerssen Beijeren van Voshol (1786–1834) wurde 1822 vom neuen Königreich der Vereinigten Niederlande mit dem Titel eines Barons („von alters her“) aufgenommen.

Wappen van Beieren-Schagen (roter Bastardfaden auf Gold, oben links Straubing-Holland)
Wappen Van Aerssen Beijeren